# Lacinipolia micta
Lacinipolia micta là một loài bướm đêm trong họ Noctuidae.